# Габерє (Лендава)
Габерє (словен. Gaberje) — поселення в общині Лендава, Помурський регіон, Словенія. Висота над рівнем моря: 162 м.